# Charismatische beweging
De charismatische beweging is een beweging in het christendom die wordt gekenmerkt door een grote nadruk op persoonlijk geloof en de ervaring hiervan, door de gaven van de Heilige Geest, zoals het spreken in tongen, genezing door handoplegging en ontvangen van visioenen en openbaringen van God. 'Charismatisch' is een verzamelwoord voor deze christenen die geloven in de manifestaties van de Heilige Geest. Aanhangers van deze beweging vindt men zowel bij het katholicisme (zie: katholieke charismatische vernieuwing) als het protestantisme. De charismatische beweging wordt vaak geassocieerd met de pinksterbeweging die zeker als inspiratiebron heeft gefunctioneerd, maar vanuit kerkhistorisch opzicht een andere achtergrond heeft. Hoewel beide bewegingen veel overeenkomsten vertonen hekelen vele charismatische christenen de nadruk van de pinksterbeweging op het spreken in tongen en hebben sommigen een afkeer van het anti-structuurdenken dat heerst binnen (een gedeelte van) de pinksterbeweging.

## Geschiedenis
Het is niet makkelijk om een precies startpunt te noemen, maar vaak wordt dit gelegd bij de Amerikaanse episcopale priester Dennis Bennett. Op 4 april 1960 sprak Bennett in St. Mark's Church in Van Nuys (Californië) en vertelde de gemeente dat hij was gedoopt met de Heilige Geest, een geestelijke ervaring die gepaard gaat met het spreken in tongen. Tot dan toe kreeg deze 'doop' vooral aandacht binnen de pinksterbeweging. Na afloop van zijn preek ondergingen veel gemeenteleden dezelfde ervaring als Bennett. Dit werd door de pers opgepikt en zodoende werd dit door heel de Verenigde Staten en verder bekend.
Vanaf de jaren 60 was er binnen de gevestigde kerkgenootschappen (anglicanisme, lutheranisme en Rooms-Katholieke Kerk een hernieuwde aandacht voor de bovennatuurlijke ‘gaven van de Geest’. De katholieke charismatische vernieuwing kwam tot stand rond onder meer Kevin Ranaghan (°1940). Tegelijkertijd brachten personen als Colin Urquhart (°1940), Michael Harper (1931 - 2010), David Watson (1933 - 1984) hetzelfde tot stand in het Verenigd Koninkrijk. De charismatische beweging had binnen de oosters-orthodoxe kerken lang niet dezelfde invloed als binnen andere kerkgenootschappen. Toch waren ook hier individuele personen, zoals de priester Eusebius Stephanou die een zekere invloed uitoefenden. Andere bekende leiders waren Bors Zabrodsky en Athanasisus Emmert.
Op internationaal niveau was iemand als David du Plessis, afkomstig uit de pinksterbeweging, van grote invloed. Verschillende predikanten van bijvoorbeeld de lutheranen of de Southern Baptist Convention werd gevraagd hun kerkgenootschap te verlaten. Dit in tegenstelling tot priesters binnen de episcopaalse en Rooms-Katholieke Kerk, op de voorwaarde dat zij niet voor een te grote scheiding van geesten zouden zorgen. Veel charismatische christenen zijn terug te vinden binnen de verschillende, gevestigde denominaties. Toch hebben ook veel personen deze kerken verlaten om lid te worden van een pinkstergemeente of om een eigen kerk of denominatie te starten. De huiskerkbeweging en de Vineyardbeweging zijn twee voorbeelden van groepen die zo zijn ontstaan.
Sinds de jaren tachtig heeft er zich een opmerkelijke verandering in de theologie van (een deel) van de charismatische beweging voorgedaan. Dit wordt ook wel de Derde Golf genoemd. Verantwoordelijke voor deze term is C. Peter Wagner (°1930). Concrete invulling werd hier onder andere aan gegeven door de theologie van het Woord van Geloof en de Toronto Blessing. De Assemblies of God hebben deze beweging officieel aangeduid als ketterij. Ondanks deze officiële aanduiding, zijn er ook leden in deze gemeenschap, die deze beweging als een werk van God omarmen.

## Bewegingen
Verschillende interkerkelijke bewegingen zoals Full Gospel Business Men's Fellowship International en Aglow International worden vaak zowel tot de charismatische beweging als tot de pinksterbeweging gerekend. Het is soms lastig om te duiden wat precies wel en niet onder de charismatische beweging valt, maar volgende organisaties zijn er duidelijke voorbeelden van:
- De Charismatische Werkgemeenschap Nederland met oecumenische basis werd opgericht in 1972 door predikanten Wim Verhoef en Karel Kraan.
- New Wine werd gestart door de Nederlands Gereformeerde dominee Dick Westerkamp en heeft invloed op gereformeerd Nederland. In 2014 werd hij opgevolgd door Rens Huizenga tot die in 2016 plaats ruimde voor de PKN-predikant Jan-Maarten Goedhart (verbonden aan IZB - vereniging voor zending in Nederland).
- Leerstoel Theologie van de Charismatische Vernieuwing aan de protestantse Vrije Universiteit Amsterdam bekleed door Martien Parmentier (1992-2000), Jan Van der Veken (2001-2002), Peter Hocken (2002), Kees van der Kooi (°1952) (2003-2007) en Benno van den Toren (2010-2015).[1]
- De Stichting Katholieke Charismatische Vernieuwing geeft vorm aan de katholieke charismatische vernieuwing binnen de Katholieke Kerk in Nederland.
- De Katholieke Charismatische Vernieuwing Vlaanderen stimuleert de charismatische beweging binnen de Katholieke Kerk in Vlaanderen.  Deze beweging won aan invloed door toedoen van kardinaal Leo Suenens met name bij de Belgische monarchie.